# Антонов Олександр Павлович (актор)
Олександр Павлович Антонов (1898—1962) — радянський актор театру і кіно. Заслужений артист РРФСР (1950).

## Біографія
Народився 1 (13) лютого 1898 року в Москві.
У 1920—1924 роках-актор театру Пролеткульту (Москва).
Знімався в кіно. У 1925 році зіграв свою першу роль — робочий в кепці («Страйк»). Одна з найбільш значних робіт Антонова в період німого кіно — роль Вакулінчука у фільмі "Броненосець «Потьомкін» (1926, при створенні цієї картини виконував також обов'язки помічника режисера). Ці ранні ролі вважаються основними в кар'єрі артиста і дали підставу авторам енциклопедичного словника «Кіно» (1987) назвати в якості головних рис його виконавської манери «стриманість, суворість виразних засобів, емоційну переконливість». Згодом зіграв багато ролей, головним чином характерних. За свою творчу кар'єру Олександр Павлович Антонов знявся в більш ніж п'ятдесяти німих і звукових кінофільмах.
Помер 23 листопада 1962 року. Похований на Рогозькому кладовищі.

## Нагороди
- Заслужений артист РРФСР (1950).

## Творчість

### Фільмографія
- 1923 — «Щоденник Глумова»
- 1924 — Страйк
- 1925 — Броненосець «Потьомкін»
- 1930 — «Державний чиновник»
- 1930 — «Іуда»
- 1935 — «М'яч і серце» (1935)
- 1948 — «Молода гвардія»
- 1948 — «Шлях слави»
- 1950 — «Секретна місія»
- 1953 — «Випадок в тайзі»
- 1954 — «Море студене»